# Joseph A. Dellinger
Joseph A. Dellinger est un astronome amateur américain né en 1961, géophysicien de profession.

## Biographie
Il est l'auteur de recherche sur la propagation des ondes sismiques (ondes asymétriques et ondes anisotropes) dans l'exploration des sous-sols, cependant, il doit sa renommée à ses activités d'astronome amateur au Fort Bend Astronomy Club de Stafford au Texas.
Le Centre des planètes mineures lui crédite la découverte de 84 astéroïdes, découvertes effectuées entre 2000 et 2009, dont 53 avec la collaboration d'autres astronomes : William G. Dillon, Max Eastman, Paul G. A. Garossino, Cynthia Gustava, Andrew Lowe, Keith Rivich, Carl Sexton, Don J. Wells, Dennis Borgman ou Paul Sava.
L'astéroïde (78392) Dellinger lui est dédié.

## Astéroïdes découverts
| (51415) Tovinder       | 15 mars 2001      |
| (54820) Svenders       | 11 juillet 2001   |
| (55276) Kenlarner      | 16 septembre 2001 |
| (65363) Ruthanna       | 7 août 2002       |
| (72596) Zilkha         | 21 mars 2001      |
| (78816) Caripito       | 4 août 2003       |
| (84340) Jos            | 2 octobre 2002    |
| (88297) Huikilolani    | 11 juillet 2001   |
| (90481) Wollstonecraft | 16 février 2004   |
| (95782) Hansgraf       | 24 mars 2003      |
| (95802) Francismuir    | 31 mars 2003      |
| (111661) Mamiegeorge   | 16 janvier 2002   |
| (111818) Deforest      | 17 février 2002   |
| (114689) Tomstevens    | 28 mars 2003      |
| (120120) Kankelborg    | 28 mars 2003      |
| (127005) Pratchett     | 1er avril 2002    |
| (156990) Claerbout     | 28 mai 2003       |
| (211172) Tarantola     | 2 mai 2003        |
| (377144) Okietex       | 30 août 2003      |